# Forcipomyia soriai
Forcipomyia soriai är en tvåvingeart som beskrevs av Wirth 1991. Forcipomyia soriai ingår i släktet Forcipomyia och familjen svidknott. Inga underarter finns listade i Catalogue of Life.